# 5'-Guanidinonaltrindol
5'-Guanidinonaltrindol (GNTI) je opioidni antagonist koji se koristi u naučnim istraživanjima. On je veoma selektivan za κ opioidni receptor. On je pet puta pontentniji i 500 puta selektivniji od obično korištenog κ-opioidnog antagonista norbinaltorfimina. On ima spor početak i dugo trajanje dejstva, i proizvodi antidepresantske efekte u životinjskim studijama. GNTI takođe povišava alodiniju putem ometanja κ-opioidnog peptida dinorfina.

## Literatura
1. ↑  Jones, RM; Portoghese, PS (2000). „5'-Guanidinonaltrindole, a highly selective and potent kappa-opioid receptor antagonist”. European journal of pharmacology. 396 (1): 49—52. PMID 10822054.
2. ↑  Negus, SS; Mello, NK; Linsenmayer, DC; Jones, RM; Portoghese, PS (2002). „Kappa opioid antagonist effects of the novel kappa antagonist 5'-guanidinonaltrindole (GNTI) in an assay of schedule-controlled behavior in rhesus monkeys”. Psychopharmacology. 163 (3-4): 412—9. PMID 12373442. doi:10.1007/s00213-002-1038-x.
3. ↑  Bruchas, MR; Yang, T; Schreiber, S; Defino, M; Kwan, SC; Li, S; Chavkin, C (2007). „Long-acting kappa opioid antagonists disrupt receptor signaling and produce noncompetitive effects by activating c-Jun N-terminal kinase”. The Journal of biological chemistry. 282 (41): 29803—11. PMC 2096775 . PMID 17702750. doi:10.1074/jbc.M705540200.
4. ↑  Mague, SD; Pliakas, AM; Todtenkopf, MS; Tomasiewicz, HC; Zhang, Y; Stevens Jr, WC; Jones, RM; Portoghese, PS; Carlezon Jr, WA (2003). „Antidepressant-like effects of kappa-opioid receptor antagonists in the forced swim test in rats”. The Journal of pharmacology and experimental therapeutics. 305 (1): 323—30. PMID 12649385. doi:10.1124/jpet.102.046433.
5. ↑  Obara, I; Mika, J; Schafer, MK; Przewlocka, B (2003). „Antagonists of the kappa-opioid receptor enhance allodynia in rats and mice after sciatic nerve ligation”. British journal of pharmacology. 140 (3): 538—46. PMC 1574046 . PMID 12970097. doi:10.1038/sj.bjp.0705427.

|  | Molimo Vas, obratite pažnju na važno upozorenje u vezi sa temama iz oblasti medicine (zdravlja). |